# اردوگاه‌های کار اجباری آلمان نازی

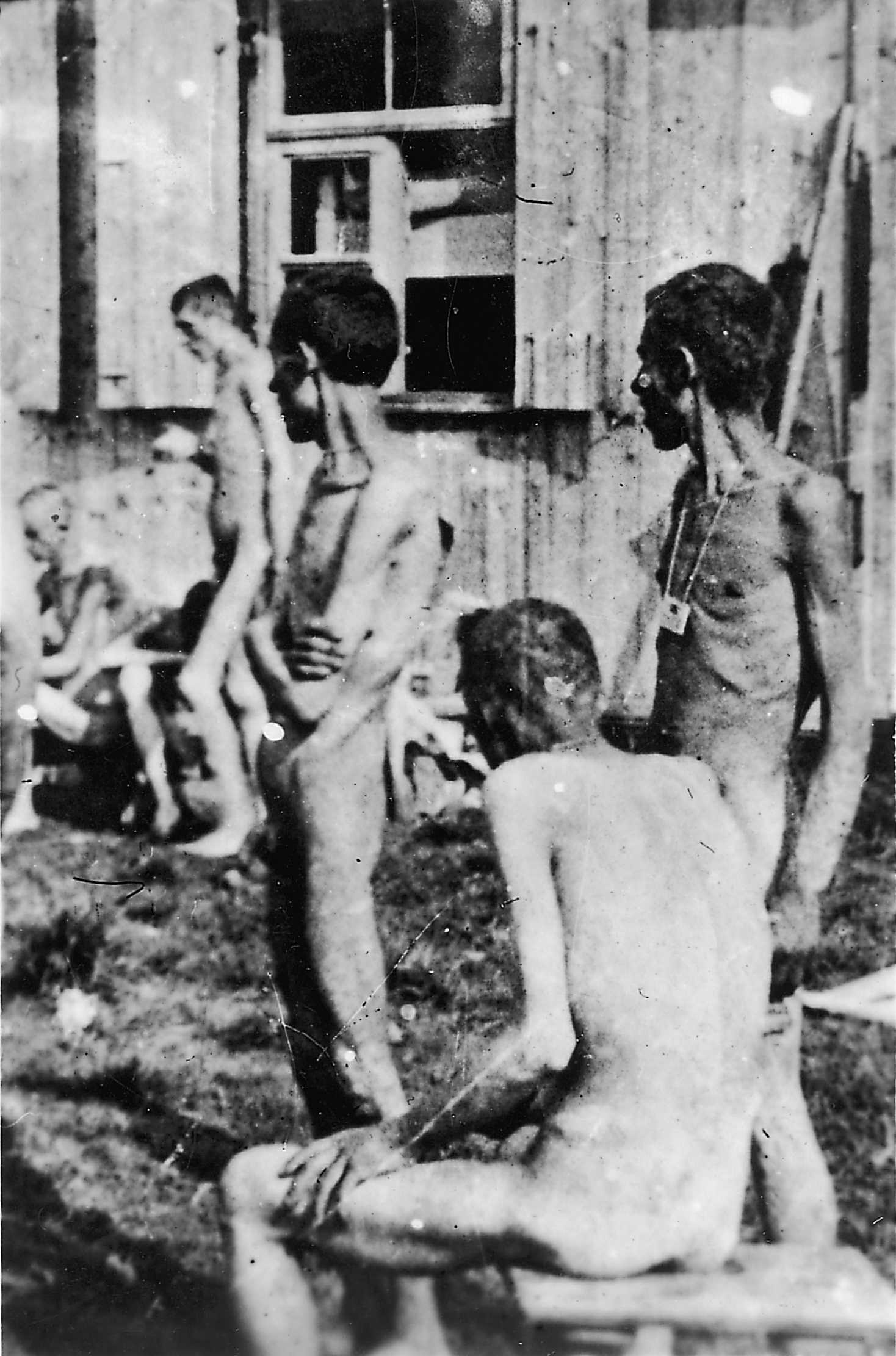
تصویری از گروهی از اسرای اردوگاه کار اجباری بوخن‌والد در روزهای پایانی جنگ جهانی دوم که به گرسنگی مهلک دچار شده‌اند.

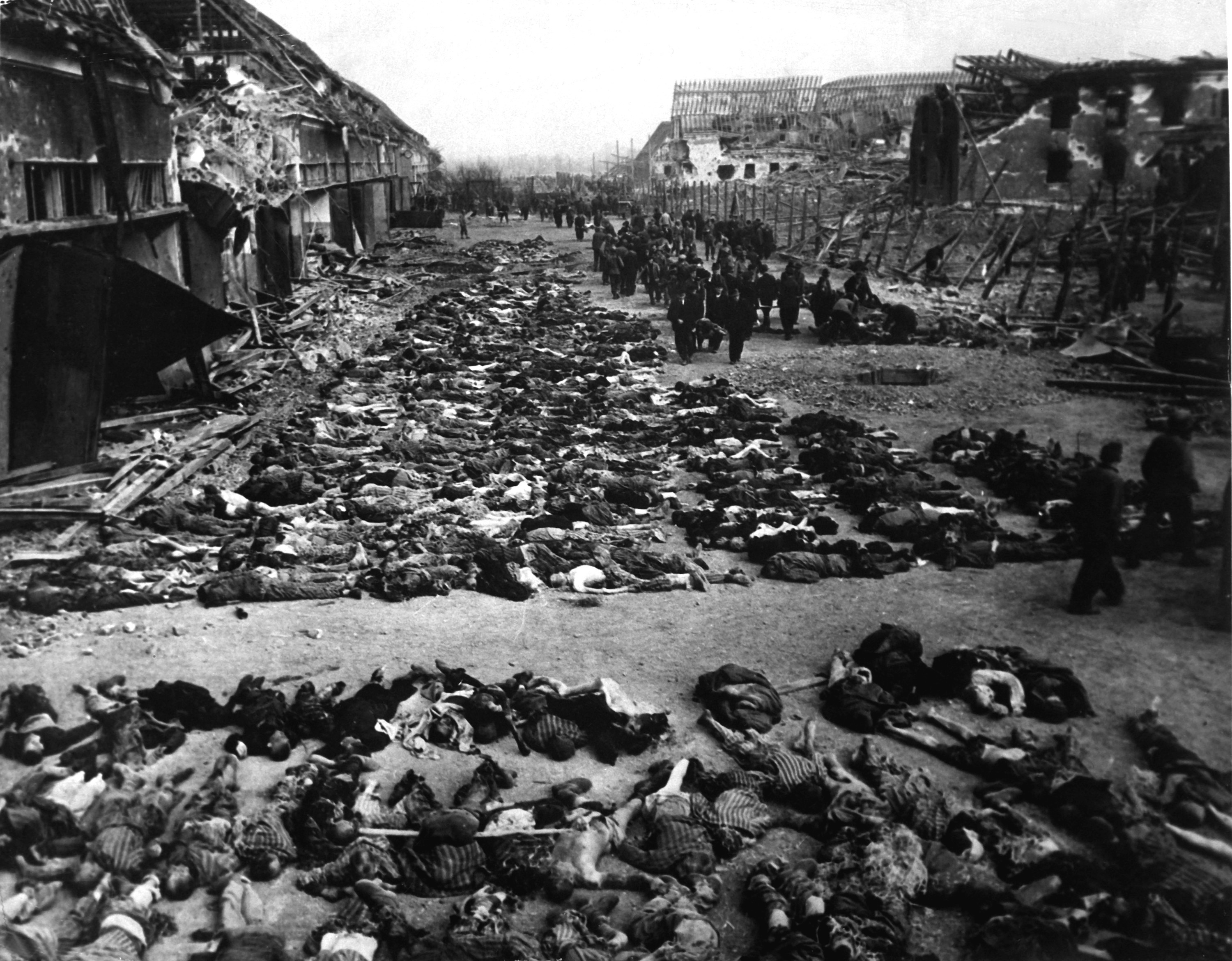
اجساد رهاشدهٔ اسرای کشته‌شده در اردوگاه کار اجباری میتلباو-دورا در روزهای پایانی جنگ جهانی دوم.

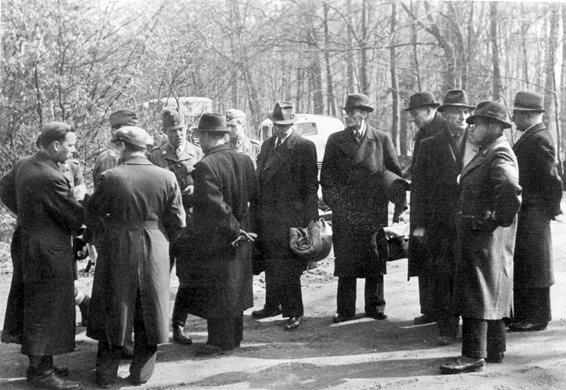
گروهی از افسران گشتاپو، در حال انتظار برای اسکورت اتوبوس‌های سفید صلیب سرخ سوئد از خاک آلمان.

اردوگاه‌های کار اجباری (به آلمانی: Konzentrationslager) (معنی لغوی: «اردوگاه تمرکز») در دوران حکومت آلمان نازی و در راستای اجرای پروژه «راه حل نهایی» در رایش آلمان و سرزمین‌های اشغال‌شده تأسیس شدند. این اردوگاه‌ها برای کار اجباری برخی اقلیت‌ها، مانند یهودیان، کولی‌ها، هم‌جنس‌گرایان و حتی معلولان ذهنی و هم‌چنین مخالفان داخلی ضد رژیم نازی از جمله ماسون‌ها، شاهدان یهوه و کمونیست‌ها طراحی و ایجاد شده بودند.
از جمله اردوگاه‌های کار اجباری آلمان نازی می‌توان به اردوگاه کار اجباری کراکوف-پلاشوف، اردوگاه داخائو، اردوگاه بوخن‌والد، اردوگاه تربلینکا، اردوگاه ترزینشتات، اردوگاه آشویتس و اردوگاه برگن ـ بلزن اشاره کرد.